# João da Baiana
João Machado Guedes, mais conhecido como João da Baiana (Rio de Janeiro, 17 de maio de 1887 — Rio de Janeiro, 12 de janeiro de 1974), foi um compositor popular, cantor, passista e instrumentista brasileiro, reconhecido enquanto um dos pioneiros do samba sob diversos aspectos.

## Biografia
Filho de Félix José Guedes e Perciliana Maria Constança, era o mais novo e único carioca de uma família baiana de 12 irmãos. A alcunha de "João da Baiana" veio do fato de sua mãe ser uma das conhecidas "tias" baianas, que trabalhavam como quituteiras e comandavam terreiros de candomblé no distrito da região central do Rio de Janeiro chamado de "Pequena África". Sua mãe, conhecida como Tia Perciliana, foi uma das pioneiras na introdução de novos instrumentos musicais ao gênero musical do samba, que então estava em plena formação.
Cresceu na Rua Senador Pompeu, no bairro da Cidade Nova, sendo amigo de infância de Donga e Heitor dos Prazeres. Quando criança, frequentou as rodas de samba e macumba que aconteciam clandestinamente nos terreiros cariocas. Em 1908, quando o samba ainda era associado à vadiagem e combatido pela polícia, teve seu pandeiro apreendido ao se apresentar na tradicional Festa da Penha, festejo luso-brasileiro cuja popularidade entre a população negra do Rio era então crescente. Após o incidente, foi presenteado pelo Senador Pinheiro Machado, um dos homens mais poderosos da República à época e admirador confesso do músico (contratando-o, inclusive, para tocar em festas particulares), com um novo pandeiro em cujo couro estavam gravadas as palavras "Com a minha admiração, ao João da Baiana - Pinheiro Machado", para que seu protegido não fosse mais privado do instrumento, servindo assim como uma espécie de salvo-conduto em futuras abordagens policiais. O episódio exemplifica os tantos pontos de contato entre eminentes figuras políticas da Capital Federal e as manifestações culturais afro-brasileiras, então intensamente marginalizadas.
Ao longo das primeiras décadas do século XX, João da Baiana participou de uma série de ranchos e blocos carnavalescos, sendo tido como o introdutor do pandeiro no samba. Teve por muito tempo um emprego fixo não relacionado à música, inclusive recusando, em 1922, viajar com Pixinguinha e os Oito Batutas, orquestra negra de sucesso da qual fazia parte, para não perder o posto de fiscal da Marinha.
A partir de 1923, passou a compor músicas e a gravar em programas de rádio e, em 1928, foi contratado como ritmista. Além dos pandeiros, sua especialidade era o prato e faca, populares nas gravações da época. Algumas de suas composições da época foram "Pelo Amor da Mulata", "Mulher Cruel", "Pedindo Vingança" e "O Futuro É uma Caveira". Integrou alguns dos pioneiros grupos profissionais de samba, entre eles o Conjunto dos Moles, Grupo do Louro, Grupo da Guarda Velha e Diabos do Céu. Participou também da famosa gravação organizada por Heitor Villa-Lobos a bordo do navio "Uruguai" em 1940, para o disco "Native Brazilian Music", do maestro Leopold Stokowski, com sua música "Ke-ke-re-ké".

Na década de 1950 voltou a se apresentar nos shows do Grupo da Velha Guarda, organizados por Almirante, resultando em dois LPs registrados pela gravadora Sinter em 1955. No ano seguinte, a convite do jornalista e gestor cultural Ricardo Cravo Albin, gravou o primeiro depoimento para o acervo do Museu da Imagem e do Som do Rio de Janeiro (MIS RJ). Em 1968, participou, em conjunto com Pixinguinha e Clementina de Jesus do histórico LP "Gente da Antiga", produzido por Hermínio Bello de Carvalho, no qual lançou, entre outras, as ancestrais "Cabide de Molambo" e "Batuque na Cozinha", depois regravada por Martinho da Vila. É registrado, em 1966, pelo cineasta francês Pierre Barouh em seu documentário Saravah, que seria lançado em 1972; no filme, pode ser visto tocando junto a Pixinguinha e Baden Powell, dando depoimentos sobre sua trajetória no samba e dançando o miudinho.

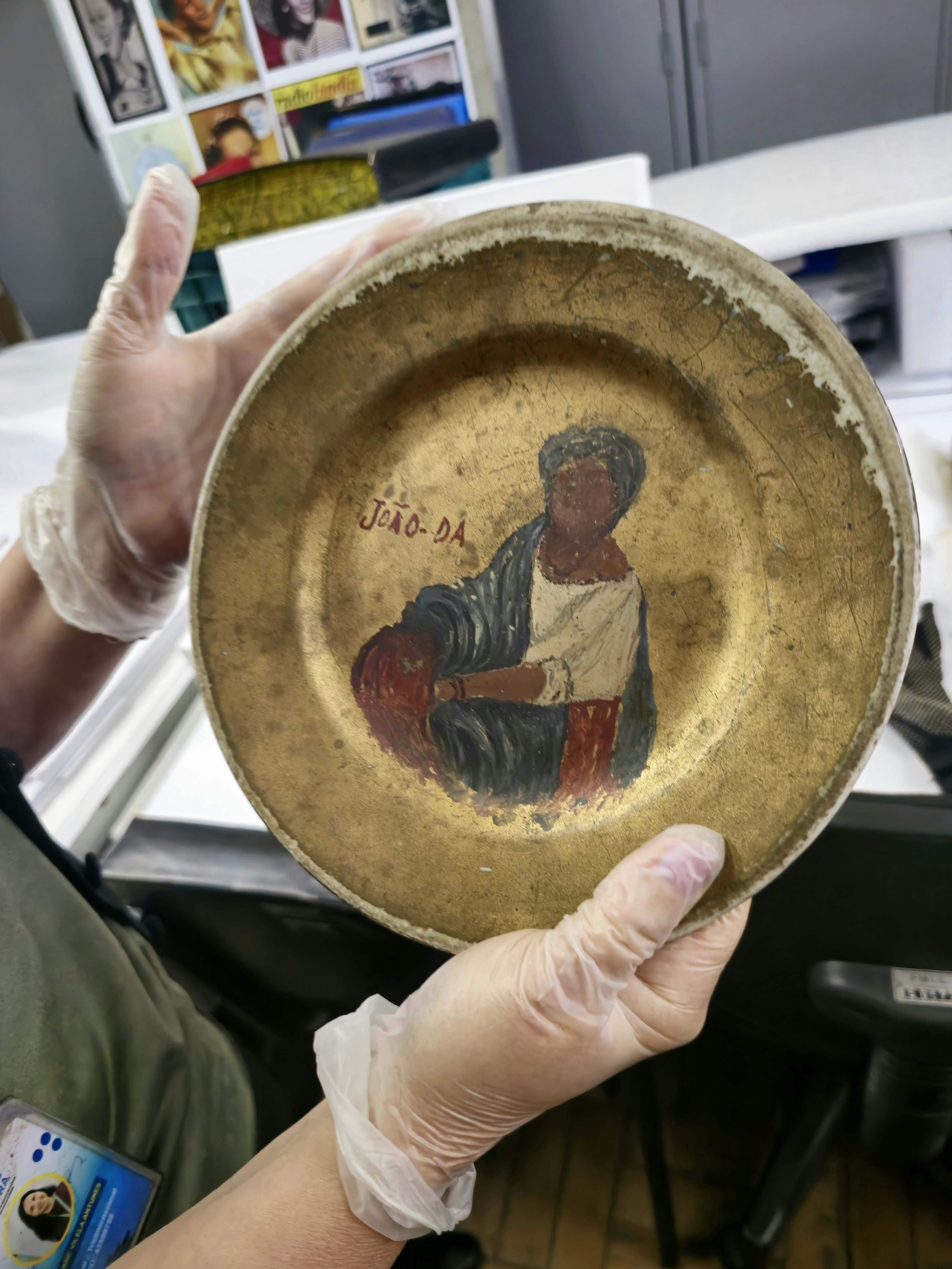
Prato de João da Baiana (Acervo MIS-RJ)

Faleceu em 1974, aos 86 anos de idade, deixando um filho, Neoci (fruto de um relacionamento com a costureira Araci Andrade de Almeida, e que posteriormente se tornaria conhecido como integrante da ala de compositores do Cacique de Ramos e membro fundador do grupo Fundo de Quintal). Atualmente, alguns de seus pertences integram o acervo do MIS RJ, entre os quais o prato e faca de João da Baiana (Coleção Almirante), instrumentos que o consagraram.